# 普倫基特角
普倫基特角（英語：Plunket Point），是南極洲的海岬，位於杜費克海岸，處於多明尼昂山脈北端，由英國探險隊發現，該海岬現時由南極條約體系管理。